# Wschodząca Gwiazda EuroCup
Wschodząca Gwiazda EuroCup (ang. EuroCup Basketball Rising Star) – nagroda przyznawana corocznie „najlepszej wchodzącej gwieździe” sezonu regularnego rozgrywek Eurocup (II poziom międzynarodowych klubowych rozgrywek koszykarskich w Europie). Jest przyznawana od sezonu 2008/2009, najlepszemu zawodnikowi rozgrywek do lat 22.

## Laureaci

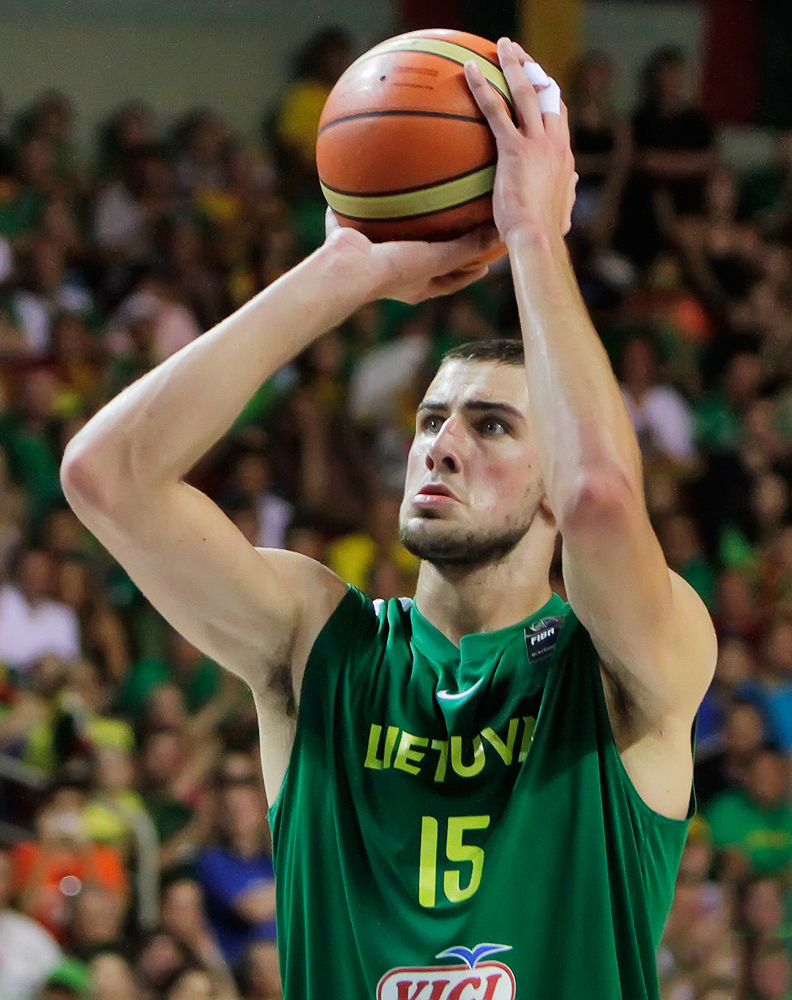
Jonas Valančiūnas EuroCup Rising Star w 2012.

| Zawodnik (X) | Oznacza zawodnika, który otrzymał nagrodę więcej niż jeden raz |

| Sezon   | Laureat                    | Zespół                 | Przyp.        |
| ------- | -------------------------- | ---------------------- | ------------- |
| 2008–09 | Milan Mačvan               | Hemofarm               |               |
| 2009–10 | Víctor Claver              | Walencja               | [ 1 ]         |
| 2010–11 | Donatas Motiejūnas         | Treviso                | [ 2 ]         |
| 2011–12 | Jonas Valančiūnas          | Lietuvos Rytas         | [ 3 ]         |
| 2012–13 | Bojan Dubljević            | Walencja               | [ 4 ]         |
| 2013–14 | Bojan Dubljević (2)        | Walencja               | [ 5 ]         |
| 2014–15 | Kristaps Porziņģis         | Sevilla                | [ 6 ]         |
| 2015–16 | Mateusz Ponitka            | Zielona Góra           | [ 7 ]         |
| 2016–17 | Rolands Šmits              | Montakit Fuenlabrada   | [ 8 ]         |
| 2017–18 | Džanan Musa                | Cedevita               | [ 9 ]         |
| 2018–19 | Martynas Echodas           | Rytas                  | [ 10 ]        |
| 2019–20 | Nie przyznano              | Nie przyznano          | Nie przyznano |
| 2020–21 | Aleksander Balcerowski     | Herbalife Gran Canaria | [ 11 ]        |
| 2021–22 | Khalifa Diop               | Herbalife Gran Canaria | [ 12 ]        |
| 2022–23 | Aleksander Balcerowski (2) | Herbalife Gran Canaria | [ 13 ]        |